# Harricourt
Harricourt település Franciaországban, Ardennes megyében. Lakosainak száma 45 fő (2022. január 1.). Harricourt Autruche, Bar-lès-Buzancy, Briquenay, Buzancy, Germont, Saint-Pierremont és Thénorgues községekkel határos.

## Népesség
A település népességének változása:
| Lakosok száma | 80   | 74   | 71   | 53   | 37   | 37   | 40   | 43   | 44   | 45   |
|               | 1968 | 1982 | 1990 | 2006 | 2013 | 2015 | 2017 | 2019 | 2020 | 2022 |